# Serie A1 2003-2004 (hockey su prato maschile)

## Classifica
|  | Pos. | Squadra      | Pt | G  | V  | N | P  | GF | GS | DR  |
|  | ---- | ------------ | -- | -- | -- | - | -- | -- | -- | --- |
|  | 1.   | Amsicora     | 37 | 18 | 11 | 4 | 3  | 75 | 36 | +39 |
|  | 2.   | Roma         | 35 | 18 | 9  | 8 | 1  | 45 | 33 | +12 |
|  | 3.   | Suelli       | 28 | 18 | 7  | 7 | 4  | 40 | 4  | -2  |
|  | 4.   | Lazio        | 26 | 18 | 7  | 5 | 6  | 48 | 41 | +7  |
|  | 5.   | Cernusco     | 25 | 18 | 7  | 4 | 7  | 45 | 43 | +2  |
|  | 6.   | Bra          | 20 | 18 | 4  | 8 | 6  | 39 | 49 | -10 |
|  | 7.   | CUS Bologna  | 20 | 18 | 5  | 5 | 8  | 35 | 39 | -4  |
|  | 8.   | CUS Torino   | 18 | 18 | 4  | 6 | 8  | 32 | 40 | -8  |
|  | 9.   | Ferrini      | 18 | 18 | 3  | 9 | 6  | 28 | 33 | -5  |
|  | 10.  | CUS Cagliari | 14 | 18 | 4  | 2 | 12 | 34 | 65 | -31 |

Legenda:

      Qualificate ai play-off scudetto
      Retrocesse in Serie A2 2004-2005

### Semifinali
| Squadra 1 | Squadra 2 | Risultato                |
| --------- | --------- | ------------------------ |
| Lazio     | Amsicora  | 15 maggio/22 maggio 2004 |
| Lazio     | Amsicora  | 3 - 2 , 2-5              |
| Suelli    | Roma      | 15 maggio/22 maggio 2004 |
| Suelli    | Roma      | 1 - 1 , 1-0              |

### Finale 1º/2º posto
| Squadra 1 | Squadra 2 | Risultato               |
| --------- | --------- | ----------------------- |
| Amsicora  | Suelli    | 5 giugno/12 giugno 2004 |
| Amsicora  | Suelli    | 2 - 2 , 5-4             |

| Campioni italiani Hockey su prato 2024 |
| -------------------------------------- |
| Amsicora 20º titolo                    |

## Verdetti
- S.G.Amsicora Cagliari: campione d'Italia